# شبکه‌های مجتمع اطلاعات محلی
شبکه‌های مجتمع اطلاعات محلی (انگلیسی: IRIN) یک خبرگزاری در زمینهٔ بشردوستی است. زبان اصلی آن انگلیسی است هرچند فعالیت‌هایی به زبان فرانسوی و زبان عربی هم دارد.